# Cayo Rum
Cayo Rum es uno de los distritos de Bahamas. Posee 78 kilómetros cuadrados y ochenta habitantes.

## Historia
Los indios Lucayas, primohabitantes de este sitio, habían bautizado a la isla, Mamana.
Cuando Cristóbal Colón la descubrió, la bautizó Santa María de la Concepción. La isla adquirió su nombre actual más tarde, cuando un buque naufragó en sus cercanías.
La isla fue repoblada por partidarios leales británicos que huían de la revolución americana y también por esclavos liberados. En su hora de gloria, a mediados del siglo XIX, la isla contó con hasta 5000 habitantes. La isla vivía entonces de la industria de la sal y las plantaciones de piña.
En la actualidad, la isla esta casi despoblada, y la única aglomeración aún habitada de la isla es Port Nelson, con 80 residentes.

## Geografía
Rum Cay se sitúa a una treintena de kilómetros al suroeste de la isla de San Salvador y al noreste de Long Island. Es una isla más bien plana, su máxima altura es de sólo 37 metros. Se tiene en cuenta la presencia de un gran lago de agua salada, Lake George, al este de la isla.
La isla tiene un superficie de cerca de 78 km², medida 15 km en longitud, para una anchura máxima de 8 km. Se rodea con arrecifes coralinos.
La isla dispone de un pequeño aeropuerto (Código IATA: RCY).